# Vuelo 352 de Vladivostok Air
El Vuelo 352 de Vladivostok Avia estaba programado para volar el 4 de julio de 2001 desde Yekaterinburg, en Rusia, hasta Vladivostok vía Irkutsk. El aparato perdió el control y se estrelló al aproximarse a la escala en el Aeropuerto Internacional de Irkutsk. Todos los pasajeros, 136 y la tripulación, con 9 miembros, fallecieron en el accidente, lo que lo hacen el tercer peor accidente de la historia por número de bajas en territorio ruso.
La aeronave, un Tupolev Tu-154M de 15 años, se aproximaba a Irkutsk, cuando los pilotos iniciaron el tren de aterrizaje, el avión se inclinó hacia un lado. El Tu-154 tenía una inclinación de 45 grados y la cabeza comenzó a hundirse. El copiloto reaccionó violentamente con la columna de control. La cabeza del avión se elevó de forma rápida que sobrepasando el ángulo crítico ya no les fue posible a los pilotos a retomar el control antes de que la máquina impactara contra el suelo.

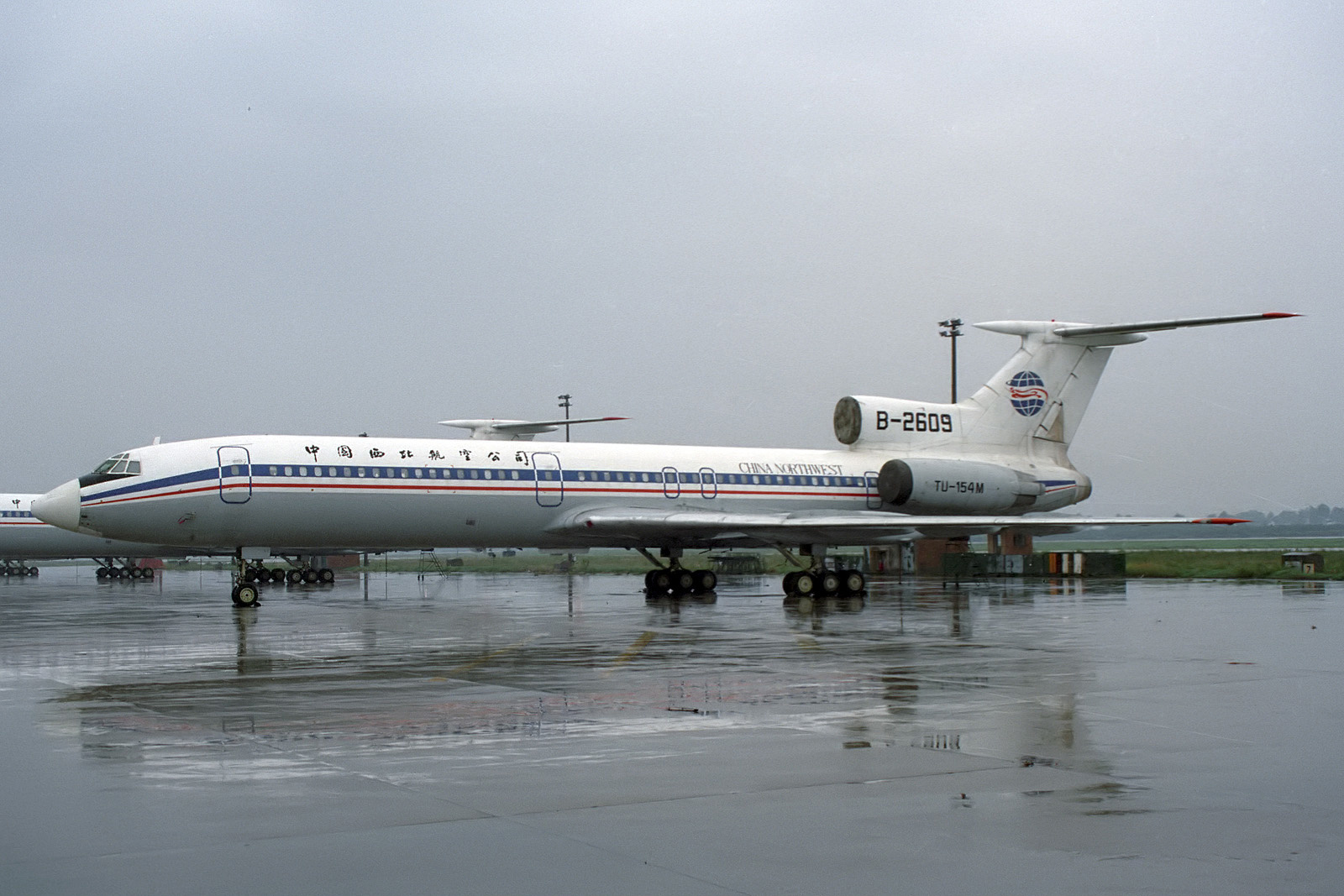
El avión involucrado en el accidente en octubre de 1998, mientras operaba para China Northwest Airlines.